# Laurent Broothaerts
Laurent Broothaerts (1 maart 1966) is een Belgische gewezen atleet, die gespecialiseerd was in het verspringen. Hij veroverde twee Belgische titels.

## Biografie
Laurent Broothaerts nam in 1985 deel aan de Europese kampioenschappen voor junioren in Cottbus, waar hij achtste werd. In 1988 evenaarde hij met een sprong van 7,87 m het Belgische indoorrecord van Ronald Desruelles.
Broothaerts veroverde in 1989 en 1990 twee opeenvolgende Belgische titels.

### Clubs
Broothaerts was aangesloten bij Olympia Berchem en stapte in 1986 over naar WIBO. Het jaar nadien ging hij aan de slag bij Olse Merksem en in 1993 bij STAR. Na zijn actieve carrière werd hij trainer van zijn zoon Mathias.

## Belgische kampioenschappen
| Onderdeel   | Jaar       |
| ----------- | ---------- |
| verspringen | 1989, 1990 |

## Persoonlijke records
| Onderdeel             | Prestatie | Datum        | Plaats      |
| --------------------- | --------- | ------------ | ----------- |
| verspringen (outdoor) | 7,90 m    | 11 juni 1988 | Tessenderlo |
| verspringen (indoor)  | 7,87 m    | 1988         |             |

## Palmares

### verspringen
- 1985: 8e EK voor junioren in Cottbus - 7,48 m
- 1989:  BK AC - 7,71 m
- 1990:  BK AC indoor - 7,55 m
- 1990:  BK AC - 7,50 m
- 1991:  BK AC - 7,83 m
- 1992:  BK AC - 7,60 m
- 1993:  BK AC indoor - 7,58 m
- 1993:  BK AC - 7,55 m